# ایگلان، الپس-ماریتمس
ایگلان، الپس-ماریتمس (به فرانسوی: Aiglun, Alpes-Maritimes) یک کامین در فرانسه است که در آلپ-ماریتیم واقع شده‌است.

## خصوصیات
ایگلان ۱۵٫۳۷ کیلومترمربع مساحت و ۹۱ نفر جمعیت دارد و ۶۲۴ متر بالاتر از سطح دریا واقع شده‌است.